# Бьорн Улвеус
Бьорн Кристиан Улвѐус (на шведски: Björn Kristian Ulvaeus) е шведски поп певец и композитор, известен главно като член на АББА. 

## Биография
Роден е на 25 април 1945 г. в Гьотеборг, Швеция, но като дете се премества заедно със семейството си във Вестервик. 
Музикалната му кариера започва, когато е само на 18 г. Той е член на шведската джаз група The Hootenanny Singers. Още тогава Улвеус започва да пише песни на английски език. През 1966 г. се среща с пианиста на групата The Hep Stars Бени Андершон, с когото започват да творят заедно. 
На 6 юли 1971 Улвеус се жени за Агнета Фелтскуг, с която има две деца – Линда и Кристиян. 
Музикалният продуцент Стиг Андершон забелязва потенциала на тандема Улвеус – Андершон и през 1972 г. създават поп група АББА. Освен двамата мъже групата включва  и техните съпруги – Агнета Фелтскуг и Ани-Фрид Люнгста. През 1979 Бьорн и Агнета се развеждат, но и двамата остават в АББА. 
По-късно на 6 януари 1981 Улвеус се жени за Лена Калершьо.
АББА съществува до 1982 г. Групата има 8 студийни и 8 сборни албума и е най-успешната скандинавска група.
След разпадането на АББА, Бьорн продължава да твори заедно с Бени Андершон. Двамата създават мюзикълите Chess, Kristina från Duvemåla (основан на новелите на шведския писател Вилхелм Мюбери), и Mamma Mia! (основан на песните на АББА).
Улвеус живее в Стокхолм. Той е един от собствениците на Hotel Rival в Стокхолм.